# Bettina Pfleiderer
Bettina Pfleiderer (20 settembre 1961) è una medica e chimica tedesca.

## Biografia
Laureata in medicina all'University of Münster, ha conseguito un dottorato in chimica all'University of Tübingen, facendo quindi ricerca  per 5 anni presso l'Harvard Medical School prima di tornare in Germania. È stata presidente della Medical Women's International Association (2016-2019) e dal 2021 è vicepresidente della European Women's Lobby (EWL). Attualmente lavora all'University hospital Münster in Germania, come capo del gruppo di ricerca "cognizione e genere".
Fa parte del vertice Women 20, il forum 2024 del G20, come delegata europea.